# Funky Green Dogs
Funky Green Dogs is een houseact uit Miami. De kern van de groep bestaat uit producers Ralph Falcon en Oscar Gaetan. De twee presenteren zich zo nu en dan ook als Funky green dogs from outer space. Het tweetal is ook onder andere namen actief. De bekendste daarvan is Murk. Funky Green Dogs is vooral bekend van de nummers Reach for me (1992) en Fired up (1996). Het duo beheert ook het label Murk Records, waarop het meeste werk verschijnt. 

## Carrière
Het duo Ralph Falcon en Oscar Gaetan begon in 1991 als producers en gebruikten aanvankelijk Murk als naam. Het eerste nummer dat opgenomen werd was Together van Interceptor. Het lukte ze echter niet om het nummer uitgebracht te krijgen. Daarom richtten het label Murk Records op om het nummer in eigen beheer uit te brengen. Dat werd een succes. Voor een samenwerking met zangeres Shauna Solomon introduceerden ze de naam Funky Green Dogs. Hiermee maakten ze in 1992 de single Reach for me. Ook werden er enkele andere singles gemaakt onder namen als Liberty City (Some lovin, 1992) en Deep South (Believe, 1993). Ook solo waren de heren actief. Zo zat Falcon achter het project The Fog, waarmee hij de clubhit Been a long time (1993) maakte. Hij bracht singles uit op zijn eigen label Miami Soul. In deze periode werkten ze vooral met amateur zangeressen zoals Babe Dulger en Dorothy Mann. 
In 1996 werd van Funky Green Dogs een geheel album opgenomen. Van het album Get fired up werd de single Fired Up getrokken, die in de loop van 1997 in meerdere landen een hit werd. Als vaste zangeres werd Pamela Williams in de groep opgenomen. Voor het album Star werd ze echter vervangen door Tamara Wallace. Met haar werd ook het album Super California (2001) opgenomen.
Vanaf 2001 werd Murk weer de belangrijkste werknaam voor het duo. Op het titelloze Murk album in 2003 werden enkele oude singles opnieuw uitgebracht. Daarbij een bewerking van Some lovin met Kristine W. Oscar Gaetan bracht in 2008 het soloalbum Innov8 uit. Vanaf 2012 bracht het duo als Murk geregeld mp3-tracks uit op het eigen label.

## Discografie

### Albums
- Funky Green Dogs - Get fired up (1996)
- Funky Green Dogs - Star (1999)
- Funky Green Dogs - Super California (2001)
- Murk - Murk (2003)
- Oscar Gaetan - Innov8 (2008)

### Hitlijsten
| Single met hitnotering(en) in de Vlaamse Ultratop 50 | Datum van verschijnen | Datum van binnenkomst | Hoogste positie | Aantal weken | Opmerkingen |
| ---------------------------------------------------- | --------------------- | --------------------- | --------------- | ------------ | ----------- |
| Fired Up                                             | 1996                  | 22-03-1997            | 1               | 24           |             |
| The Way                                              | 1997                  | 12-07-1997            | 42              | 4            |             |
| Body                                                 | 1999                  |                       | tip18           |              |             |

| Single met eventuele hitnotering(en) in de Nederlandse Top 40 | Datum van verschijnen | Datum van binnenkomst | Hoogste positie | Aantal weken | Opmerkingen             |
| ------------------------------------------------------------- | --------------------- | --------------------- | --------------- | ------------ | ----------------------- |
| Fired Up                                                      | 1996                  | 31-05-1997            | 23              | 4            | Dancesmash op Radio 538 |